# Sheldahl (Iowa)
Sheldahl es una ciudad ubicada en el condado de Story en el estado estadounidense de Iowa. En el Censo de 2010 tenía una población de 319 habitantes y una densidad poblacional de 146,45 personas por km².

## Geografía
Sheldahl se encuentra ubicada en las coordenadas 41°51′51″N 93°41′48″O / 41.86417, -93.69667. Según la Oficina del Censo de los Estados Unidos, Sheldahl tiene una superficie total de 2.18 km², de la cual 2.18 km² corresponden a tierra firme y (0%) 0 km² es agua.

## Demografía
Según el censo de 2010, había 319 personas residiendo en Sheldahl. La densidad de población era de 146,45 hab./km². De los 319 habitantes, Sheldahl estaba compuesto por el 98.75% blancos, el 0% eran afroamericanos, el 0.31% eran amerindios, el 0% eran asiáticos, el 0% eran isleños del Pacífico, el 0% eran de otras razas y el 0.94% pertenecían a dos o más razas. Del total de la población el 0.94% eran hispanos o latinos de cualquier raza.